# 風紋 (吹奏楽曲)
風紋（ふうもん）は、1987年度の全日本吹奏楽コンクール課題曲である。作曲者は保科洋。

## 概略
コンクール課題曲の人気投票などがあれば必ずと言っていいほど上位に入り、1987年の課題曲でありながら、現在でも吹奏楽団体のあらゆる演奏会では頻繁に演奏される。しかし、発表された当時は「演奏するのは難しくないが、何回練習しても終わりが見えない」と言われ、奥が深い曲だということが分かる。なお、保科によるとこの曲の題名について、「曲名の『風紋』に特別な意味はありません。強いて言えば、前半の曲想のイメージのサラサラした表情によってかもし出される紋様などのトータルした主観的印象ということでしょう」とコメントしている。また、当時は長い課題曲（約5分半～強）と言われたが、保科によると「削りに削った」と言っており、後年に原典版として当初の構想通りの風紋を出している（約7分強）。
原典版は後に作曲者自身によって管弦楽のために編曲され、2009年8月15日に岡山シンフォニーホールで開催された保科アカデミー室内管弦楽団“アンサンブル＝ハルモニア”創立15周年記念特別演奏会で初演された。

## 曲の構成
Andanteの静かなアルペジオの導入部に続いて、作曲者の好む旋法風な主旋律がオーボエ、クラリネット、アルト・サクソフォーンで提示される。それに対してファンファーレ風のモティーフがミュートをつけたトランペット、トロンボーンで奏でられる。これらが繰り返されながらだんだんとダイナミックで雄大に変化していき、ティンパニの鋭いソロをきっかけにVivaceの主部へと続く。主部では先ほどの主旋律とモティーフが重ねられ独特な疾走感の中展開してゆく。さまざまな起伏を経て、突然曲は静まり序奏の雰囲気を回想する。しかしすぐまた盛り上がりクライマックスを迎え、短く激しいコーダで終わる。